# Геминијан Моденски
Геминијан Моденски је био други по реду епископ града Модене, хришћански светитељ. Црква га прославља 31. јануара.
У част Геминијана назван је италијански град Сан Ђимињано, где је поштован као заштитник града.

## Биографија
Рођен је у племићкој породици, служио је као ђакон код првог епископа Модене, Антонија. Након његове смрти, изабран је за његовог наследника. Током периода епископства Геминијана у Модени  је дошло до великог ширења хришћанства у становништва, многи пагански храмови претворени су у хришћанске. Геминијан је вероватно учествовао на црквеном сабору 390. године под председавањем Амвросија Медиоланског, на коме је осуђена јерес Јовинијана.
Поштовање светог Геминијана познато је од 5. века - прва црква је саграђена над његовим гробом у Модени, а затим обновљена у 8. веку. 30. априла 1106. године папа Паскал II пренео је мошти свеца у нову катедралу у Модени. Године 1184. светитељеве мошти прегледао је папа Луције III.
Године 1955. мошти Геминијана су поново прегледане, препознате као аутентичне, заједно са саркофагом који датира из 4. века.
У знак сећања на ослобођење од Острогота приписано светом Геминикану, италијанско насеље Силвиа у 5. веку преименовано је у Сан Ђимињано . 